# Зуборенко Олександра Юріївна
Зуборенко Олександра Юріївна (до шлюбу Панкіна; нар. 2 січня 1972; Бихов, Білоруська РСР) — білоруська веслувальниця, бронзова призерка Олімпійських ігор 1996 року. Заслужений майстер спорту Республіки Білорусь з академічного веслування.

## Біографія
Олександра Панкіна народилася 2 січня 1972 року в місті Бихов, Могильовської області. У дитинстві займалася легкою атлетикою, зокрема стрибками у висоту та метанням ядра. Згодом через травму коліна залишила легку атлетику та почала займатися академічним веслуванням. Підготовку проходила у могильовському державному училищі олімпійського резерву, під керівництвом Василя Попова.
З 1995 почала залучатися до основної збірної Білорусі, дебютувавши на чемпіонаті світу. Вдалі виступи дали спортсменці можливість представила Білорусь на Олімпійських іграх 1996 року, що проходили в Атланті. Спортсменка виступила у складі розпашного екіпажу-вісімки. Окрім неї, учасницями екіпажу були: Олена Микулич, Тамара Самохвалова, Наталія Волчек, Наталія Стасюк, Валентина Скрабатун, Наталія Лавриненко, Марина Знак та рульова Ярослава Павлович. У фіналі цей екіпаж поступився збірним Румунії та Канади, ставши бронзовими призерами. За це досягнення спортсменка була нагороджена званням Заслуженого майстра спорту Республіки Білорусь.
Протягом наступних років Панкіна продовжувала виступати на змаганнях, але досягнути вагомих результатів їй не вдавалося, згодом вирішила завершити спортивну кар'єру.
Навчалася в Білоруському державному університеті фізичної культури. Працювала тренеркою у спортивному товаристві «Спартак», а також тренеркою-методисткою в дитячо-юнацькій спортивній школі. Одружена з веслувальником Ігорем Зуборенком, має сина.

## Виступи на Олімпіадах
| Олімпіада    | Дисципліна | Місце |
| ------------ | ---------- | ----- |
| Атланта 1996 | вісімки    | 3     |